# ملعب الأمير عبد المجيد
أستاد الأمير عبد المجيد بن عبد العزيز يقع في مدينة مكة المكرمة وتضم ملعب لكرة القدم يتسع ل10000 مشجع ، وهو تابع لنادي الوحدة السعودي.